# Symplecta (Podoneura) peregrinator
Symplecta (Podoneura) peregrinator is een tweevleugelige uit de familie steltmuggen (Limoniidae). De soort komt voor in het Palearctisch gebied.